# Miss Belgian Beauty
Miss Belgian Beauty was een missverkiezing in België. De verkiezing werd van 1991 tot 2009 georganiseerd door het evenementenbureau Animô van Ignace Crombé.

## Winnaressen

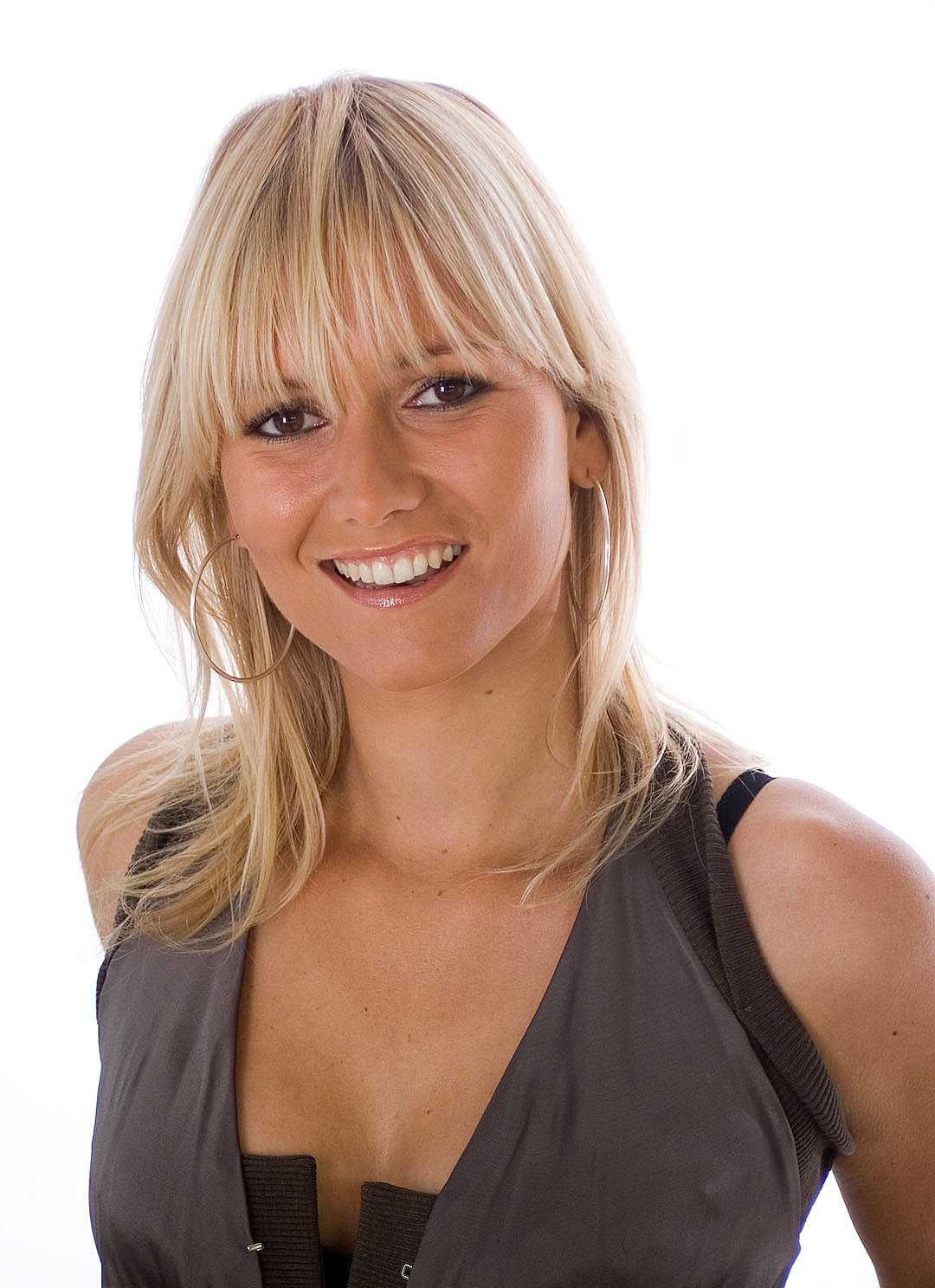
Cynthia Reekmans

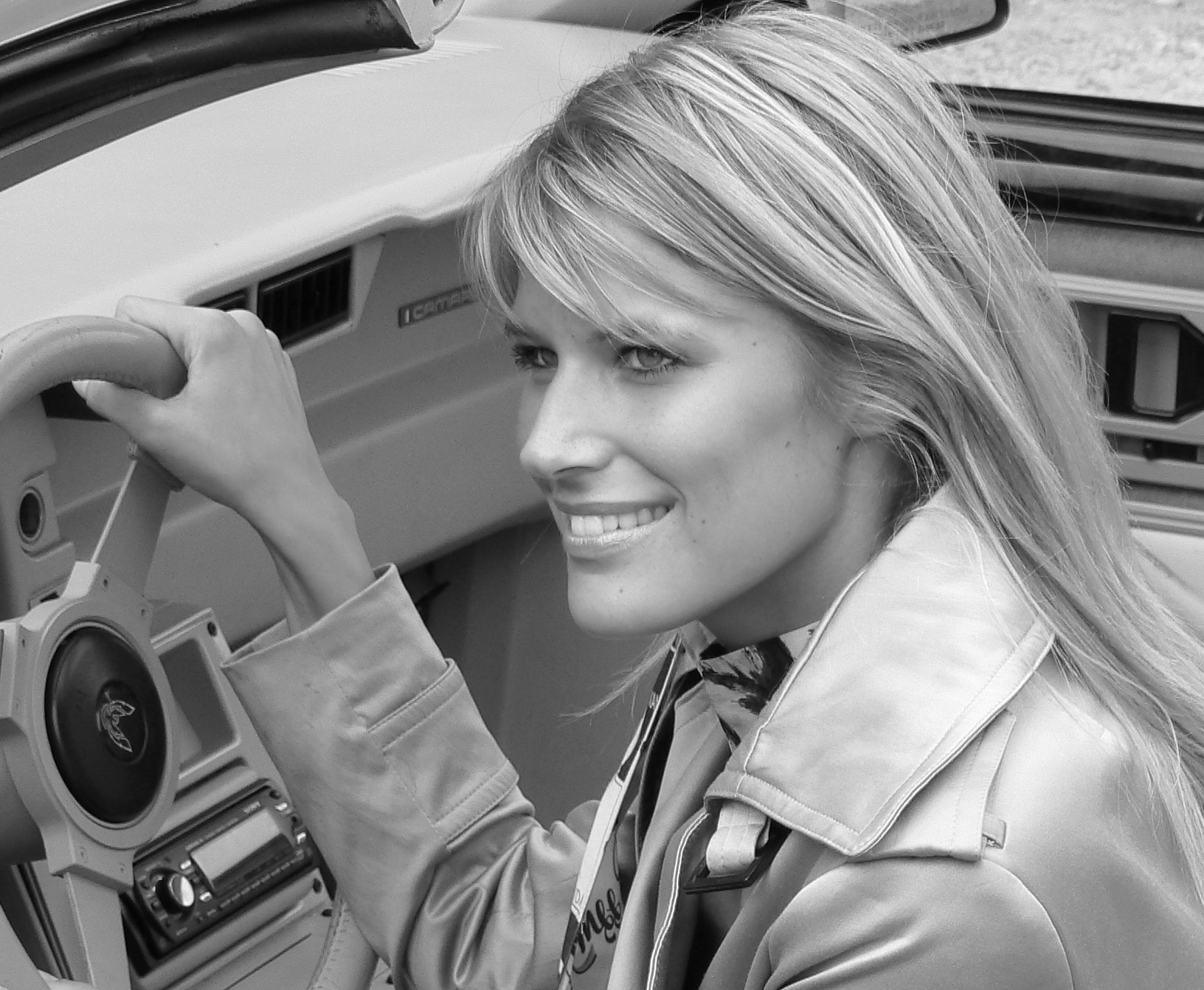
Nele Somers in 2007

| Jaar | Miss Belgian Beauty | Provincie / Brussel |
| ---- | ------------------- | ------------------- |
| 1992 | Rani De Coninck     | Oost-Vlaanderen     |
| 1993 | Karina Beuthe       | Henegouwen          |
| 1994 | Karolien Taverniers | Brussel             |
| 1995 | Petra Winckelmans   | Antwerpen           |
| 1996 | Stefanie Van Vyve   | West-Vlaanderen     |
| 1997 | Els Tibau           | Vlaams-Brabant      |
| 1998 | Liesbeth Van Bavel  | Oost-Vlaanderen     |
| 1999 | Darline Vanheule    | Antwerpen           |
| 2000 | Caroline Ex         | Antwerpen           |
| 2001 | Eveline Hoste       | Oost-Vlaanderen     |
| 2002 | Brunhilde Verhenne  | Oost-Vlaanderen     |
| 2003 | Zsofi Horvath       | Antwerpen           |
| 2004 | Sofie Grosemans     | Limburg             |
| 2005 | Cynthia Reekmans    | Limburg             |
| 2006 | Céline Du Caju      | Oost-Vlaanderen     |
| 2007 | Anne-Marie Ilie     | Antwerpen           |
| 2008 | Nele Somers         | Antwerpen           |
| 2009 | Yoni Mous           | Antwerpen           |